# Mahmud II (sultán selyúcida)
Mahmud II (ca. 1105-1131) fue un sultán selyúcida de Bagdad que gobernó en 1118, tras la muerte de su padre Muhammad I. Por entonces Mahmud tenía catorce años, y reinó en Irak y Persia.

## Reinado
Garshasp II, rey vasallo que había sido un favorito de su padre, cayó en desgracia con el nuevo sultán a principios del reinado de este. Los infundios que sobre él corrían por la corte hicieron que Mahmud dejase de confiar en él y enviase un contingente a detenerlo a Yazd. Garshasp fue encarcelado en Jibal y el sultán entregó Yazd a su copero. Sin embargo, Garshasp huyó de su cautiverio y volvió a Yazd, donde solicitó la protección de un rival de Mahmud, Ahmad Sanjar, cuñado del sultán al ser hermano de su esposa. Garshasp lo exhortó a invadir las tierras de Mahmud en Persia central, y le dio información sobre cómo hacerlo y sobre la mejor manera de contender con el sultán. Sanjar se avino a ello y encabezó un ejército que marchó al oeste en 1119; junto con sus cuatro aliados que lo acompañaban, batió a Mahmud en Saveh. Los cuatro señores coligados con Ahmad Sanchar eran Garshasp, los emires de Sistán y Ghazni y el sah jorezmita Muhammad I de Corasmia. Sanchar devolvió sus territorios a Garshasp II tras la victoria.
Seguidamente, Sanjar se encaminó a Bagdad, donde hizo que Mahmud desposase a una de sus hijas y lo hizo heredero de su tío, pero le obligó a ceder territorios estratégicos en la Persia septentrional.
Masud, hermano menor de Mahmud, se rebeló contra él en 1120. También lo hizo en el noroeste otro de sus hermanos, Togrul, que contó con la protección de Ahmad Sanchar. La guerra fratricida acabó al año siguiente merced a la mediación del atabeg de Mosul, Aq Sonqor Bursuqi; Mahmud perdonó a su hermano rebelde. 
Mahmud nombró visir a Anushirvan ibn Jalid en 1127, pero lo destituyó un año después. Se sometió a la autoridad de Zengi en 1129; este lo había ayudado a sofocar una revuelta en Siria e Irak septentrional, que había alentado el califa de Bagdad, al-Mustarshid.
Mahmud falleció en 1131 con tan solo veintiséis años de edad. Su muerte desató una guerra civil entre su hijo Daúd y sus hermanos Masud, Suleiman-Sha, y Togrul II. Otro de sus vástagos, Alp Arslan ibn Mahmud, gobernó Mosul por encargo del atabeg Zengi.